# Magnus Jonæ Agriconius
Magnus Jonæ Agriconius, född 1604 i Skäggesta, Åker socken, död 9 januari 1655 på Stenbrogården pastorsboställe vid Nyköping, var en svensk präst.
Han var son till skattebonden Jon Månsson Agriconius (1582-1646) och Kerstin Månsdotter (1550-1642) samt från 1636 gift med Sofia Johansdotter Kempe (1604-1658) som var dotter till kyrkoherden Johannes Andreæ Kempe (död 1620). Han blev far till statssekreteraren Samuel Månsson Agriconius, adlad Åkerhielm (1639-1702) och Anna Månsdotter Agriconius adlad Åkerhielm, född (1642-1698).
Agriconius blev student vid Uppsala universitet 1625 och han prästvigdes 1629. Han blev filosofie magister 1632 och rektor vid Nyköpings trivialskola 1634 samt skolmästare i Nyköping. Agriconius blev kyrkoherde i Åker och Länna församlingars pastorat av Strängnäs stift 1635 och prost där 1641. Han var preses vid prästmötet 1648 och blev kyrkoherde i Nyköpings östra församling 1651 efter fullmakt 1650. Agriconius avled på Stenbro pastorsboställe vid Nyköping och är begraven i högkoret i Nyköpings östra kyrka. Han blev 1651 av drottning Christina flyttad till Nyköping, medan Åker och Länna anslogs till prebende, åt biskop Johannes Mattiæ i Strängnäs som var drottningens forna lärare.